# Nakamikado
Nakamikado (中御門天皇, Nakamikado-tennō; 14 gennaio 1702 – 10 maggio 1737) è stato il 114º imperatore del Giappone secondo il tradizionale ordine di successione.

## Biografia
Regnò dal 1709 sino al 1735. Il suo nome personale era Yoshihito (慶仁?, Yoshihito), ed era chiamato anche Yasuhito.
Era il quinto figlio dell'imperatore Higashiyama. Da Konoe Hisako (近衛尚子) ebbe Teruhito (昭仁親王) (che diventerà l'imperatore Sakuramachi), fra le altre sue compagne Shimizutani Iwako (清水谷石子) e Kuze Natsuko (久世夏子). Alla sua morte il corpo venne seppellito al Tsukinowa no misasagi, Kyoto.